# Maison de la nymphe pleureuse
La Maison de la Nymphe qui pleure  (ukrainien : будинок німф, які плачуть) aussi Maison de Victor Nilsen (ukrainien : Будинок Віктора Нільсена) est un bâtiment de Marioupol en Ukraine. 
Elle se situe au cœur de la ville et fut achevée en 1910 par Victor Nilsen. Construite en brique elle mélange différents styles architecturaux et se situe au 49 de la rue Semenichina à Marioupol.
Le bâtiment porte le nom  « Maison de la nymphe pleureuse » car Nilsen a produit une sculpture représentant la tête d'une nymphe sur le modèle de sa fille aimée, décédée du typhus. Le visage a été placé de telle manière que lorsqu'il pleut, les gouttes coulent comme des larmes. Il semble que la nymphe pleure la fille morte.
Selon la légende, l'architecte de la ville a dédié son édifice à sa fille, décédée de la fièvre typhoïde. La source décrit : « Ce fut un coup dur pour Nilsen. En son honneur, il a placé un profil tridimensionnel d'une femme sur la maison. Quand il pleut, les gouttes coulent comme des larmes sur le profil. Il semble que la nymphe pleure la fille morte. »